# Riumors
Riumors es un municipio español de la comarca del Alto Ampurdán, en la provincia de Gerona, Comunidad Autónoma de Cataluña.
En su municipio destaca la iglesia de Sant Mamet, con datos del año 1019, tuvo una consagración en el año 1150, por lo que se cree que ya hubo una reconstrucción en esa época. En la gran inundación que tuvo lugar en el año 1421, arrasó el pueblo, y la iglesia fue reconstruida en el siglo XV o XVI, aprovechando algún elemento de la anterior, con el resultado de una iglesia de una sola nave, que más tarde volvió a ser reformada y fortificada.
En algunas casas y masías se pueden ver en sus fachadas plafones de cerámica con alusiones a los servicios que tenían sus habitantes con la casa Xamunar, marqueses de Riumors, propietarios del lugar junto con el monasterio de Sant Pere de Rodes.

## Geografía

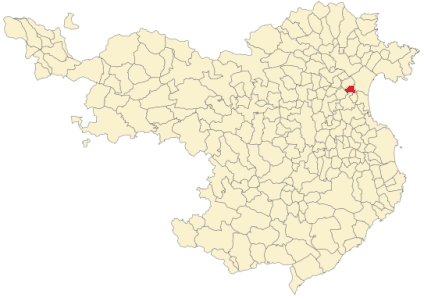
Situación de Riumors en la provincia de Gerona.

Su término se extiende por la plana del Ampurdán, entre los cursos de los ríos Fluviá y Muga. Antiguamente tenía estanques y terrenos pantanosos que fueron desecados para ganar tierras de cultivo entre los siglos XVII y XIX.

## Símbolos
El escudo de Riumors se define por el siguiente blasón:
«Escudo en loseta: de plata, dos cintas onduladas bajadas de azur acompañadas en jefe de dos cabezas de muerto de sable puestos en faja brochantes cada una de dos tibias de sable pasadas en sotuer. Por timbre una corona mural de pueblo.»
Fue aprobado el 20 de enero de 1983. Se trata de un escudo parlante: tanto las calaveras risueñas como los ríos del pie del escudo hacen referencia al nombre del pueblo. Los dos ríos simbolizan la Muga y el Fluvià.

## Demografía
Riumors cuenta con una población de 262 habitantes (INE 2024).
| Gráfica de evolución demográfica de Riumors entre 1842 y 2021                                                       |
| |
| Población de derecho según los censos de población del INE Población de hecho según los censos de población del INE |

## Administración
| Periodo   | Nombre                     | Partido |
| --------- | -------------------------- | ------- |
| 2003-2007 | Josep Juncà Noguera        | CiU     |
| 2007-2011 | Josep Maria Padrosa Gorgot | PSC     |